# Ena von Baer
Ena Anglein von Baer Jahn, née le 28 novembre 1974 à Temuco, est une journaliste, politologue et femme politique chilienne.
En décembre 2009, elle perd une élection très serrée pour un siège au Sénat. En mars 2010, elle devient ministre secrétaire générale du gouvernement. En juillet 2011, elle est désignée sénatrice en remplacement de Pablo Longueira, qui quitte le Sénat pour devenir ministre de l'Économie.
Avant de travailler au gouvernement, Ena von Baer est panéliste dans une émission politique télévisée et travaille pour le groupe de réflexion de droite "Instituto Libertad y Desarrollo".

## Biographie
À son retour au Chili en 2002, Ena von Baer travaille comme chercheuse pour le département de sciences politiques de l'"Instituto Libertad y Desarrollo" (LyD). Elle est ensuite directrice académique de l'École de gouvernement de l'Université Adolfo Ibáñez, poste qu'elle quitte par la suite pour retourner au LyD en tant que directrice du programme social et politique. Elle consacre son travail à la recherche sur les systèmes politiques et les études électorales, ainsi qu'au développement de politiques sociales liées à la pauvreté et aux peuples autochtones. Elle travaille également comme conseillère législative, notamment sur le sujet de l'inscription électorale automatique et du vote volontaire. Parallèlement, elle est professeure à la Faculté de gouvernement de l'Université pour le développement et panéliste dans une émission de la Televisión Nacional de Chile, Estado Nacional.

### Carrière politique
Le 9 février 2010, le président Piñera nomme Ena von Baer ministre secrétaire général du gouvernement. Elle prend ses fonctions le 11 mars 2010. À la demande du président, elle démissionne en juillet 2011. Quelques jours plus tard, elle est désignée sénatrice.
Pour les élections législatives de 2013, elle a d'abord l'intention de se présenter comme sénatrice du district qu'elle représentait, Santiago Oriente. Cependant, l'Union démocratique indépendante (UDI) désigne à la place Laurence Golborne comme candidat. Ena Von Baer est cependant investie par l'UDI dans la circonscription nº 16, la Région des Fleuves, où elle remporte l'élection. Sa campagne est financée par SOQUIMICH et est la campagne électorale qui a couté le plus d'argent par vote obtenu lors de cette élection dans l'ensemble du Chili.